# Frederikssund Oaks
Frederikssund Oaks er en dansk amerikansk fodbold-klub hjemmehørende i Frederikssund. Klubben er medlem af Dansk Amerikansk Fodbold Forbund (DAFF). 
Oaks har i 2017 sæsonen spillet i og vundet kvalifikationsligaen. Oaks har i september 2017 vundet oprykningskampen til Nationalligaen.
I 2014 spillede klubbens seniorhold i Danmarkserien øst, hvor de i sæsonen har kvalificeret sig til slutspillet.
Klubben blev oprindeligt stiftet i 1992 i Gerlev, Jægerspris Kommune af Anders Rasmussen og Andreas Hogsted der efter at have set Superbowl-finalen i TV 2 mellem Cincinnati Bengals og San Francisco 49ers i januar 1989. 
Ved den stiftende generalforsamling blev navnet Jægerspris Oaks efter forslag fra Anders Rasmussen, som fandt inspirationen til klubnavnet i Europas tre ældste egetræer; kongeegen, storkeegen og snogeegen, der groede i Jægerspris Nordskov.
De tre træer skulle symbolisere alt, hvad klubben gerne ville stå for ved at være "umulige at komme uden om, de er solide, overlever enhver modgang og er urokkelige; de giver sig med andre ord ikke en tomme og udstråler en utrolig styrke". 
Klubben flyttede sidenhen til Frederikssund og foretog et navneskifte til Frederikssund Oaks.
Bedste placeringer i gennem tiden:
Senior 2017 - vinder af kvalifikationsligaen.
Senior 2002 - Vinder af 1. division
Senior 2003 - 4. plads i Nationalligaen
U16 2017 - Dansk Mester
U16 2008 - Dansk mester
U13 2003 - Dansk mester
U13 2005 - Dansk mester
U13 2006 - Dansk mester

## Ekstern kilde/henvisning
- Frederikssund Oaks officielle hjemmeside Arkiveret 15. februar 2008 hos  Wayback Machine
- http://frederikssund.lokalavisen.dk/sport/2017-06-27/Sejren-en-realitet-Oaks-U16-blev-danske-mestre-896354.html Arkiveret 12. juni 2018 hos  Wayback Machine

| Sport | Spire Denne artikel om sport er en spire som bør udbygges. Du er velkommen til at hjælpe Wikipedia ved at udvide den. |